# تاتارا (کوره)
tatara (鑪) کوره سنتی ژاپنی است که برای ذوب آهن و فولاد استفاده می‌شد. این کلمه بعدها در معنای ساختمانی که کوره در آن قرار دارد به کارمی‌رفت. فولاد سنتی در ژاپن از شن و ماسه آهن‌داز و به روشی خاصی به نام روش تاتارا ساخته می‌شد.

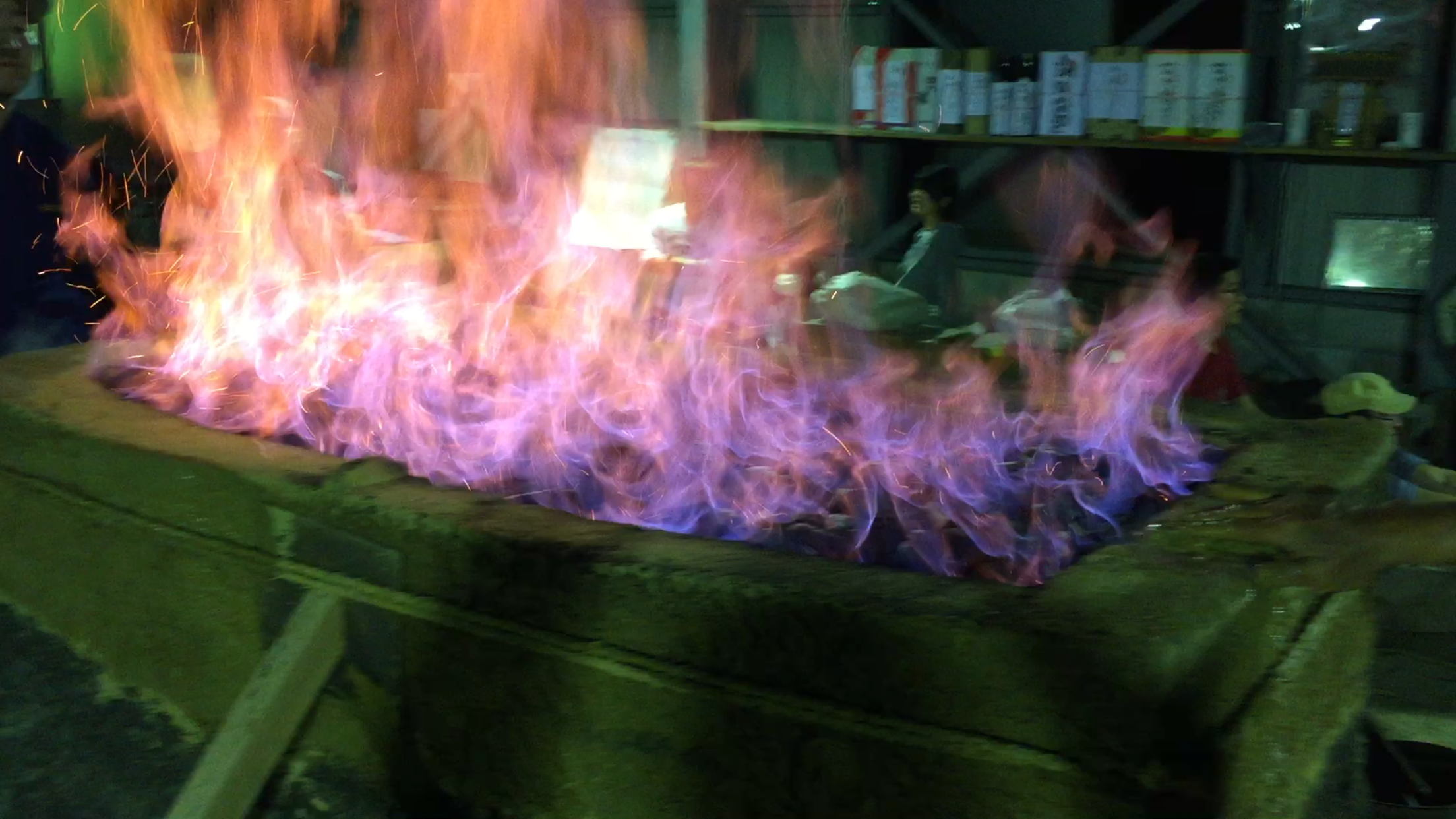
زغال چوب به یک کوره رسی تاتارا در نییمی، اوکایاما اضافه می‌شود تا دمای بیش از ۸۰۰ درجه سانتیگراد به دست آید.

در اولین فرایند تولید فولاد در ژاپن از سنگ آهن استفاده می‌شد. فرایند ساخت فولاد تاتارا با استفاده از شن و ماسه آهن‌دار در استان کیبی انجام می‌شد که بعدها، مبدأ مدرسه شمشیرسازی بیزن شد. کیبی روی یک مسیر تجاری مهم قرار داشت که در سرتاسر ژاپن کشیده شده بود، و همیشه ناحیه بزرگ تولید سنگ آهن بود. در حدود اواسط قرن ششم، فولادسازی با استفاده از شن و ماسه آهن‌دار از کیبی به نقاط مختلف ژاپن گسترش یافت. در غرب ژاپن از یک کوره جعبه‌ای شکل متفاوت از سبک چینی و کره ای برای تصفیه آهن استفاده می‌شد و در شرق ژاپن نیز از یک کوره جعبه‌ای شکل و هم یک کوره عمودی منحصر به فرد ژاپنی استفاده می‌شد.
در قرون وسطی، کوره‌ها برای تولید فولاد بیشتر و دارای کیفیت بالاتر گسترش یافته و بزرگ‌تر شدند. برای تولید تاماهاگانه مطلوب مهم است که تمام رطوبت آن از بین برود. برای همین، تأسیسات زیرزمینی عظیم و پیچیده‌ای نیز برای گرم نگه داشتن کوره و کاهش رطوبت مورد استفاده قرار گرفتند. علاوه بر این، از روش جدیدی برای جمع‌آوری شن و ماسه آهن به نام کانا ناگاشی (鉄穴流) که می‌توانست شن و ماسه آهن بیشتری را از آبراه‌ها جمع‌آوری کند، استفاده شد.
در دوره ادو، فولادسازی تاتارا بهبود یافت و مانند فولادسازی تاتارای امروزی در ژاپن شد. فولادسازی تاتارا در ساختمانی به نام تاکادونو (高殿) انجام می‌شد. فضایی به نام هوندوکو (本床) که در آن زغال چوب گذاشته می‌شد و فضایی به نام کوبون (小舟) که دارای شکافی تونل مانند بود، در زیر کوره فولادسازی نصب می‌شدند و ساختار زیرزمینی که با نام هوندوکو زوری (本床釣り) را کامل می‌کردند. در اواخر دهه ۱۶۰۰، فولادسازی تاتارا به کمک یک اختراع انقلابی تغییر کرد. یک دمنده با پا به نام تمبین فویگو (天秤鞴) که می‌تواند مقدار زیادی هوا را به داخل کوره بدمد تا دمای آن افزایش یابد. در نتیجه می‌توان فولاد را با کیفیت بالاتر و مقادیر بیشتر تولید کرد.
در سال ۱۹۲۰، کوره‌های تاتارا دیگر از نظر اقتصادی مقرون به صرفه نبودند و همگی پس از ورود کوره بلند غربی به ژاپن بسته و منحل شدند و با معرفی تکنیک‌های تولید فولاد مدرن به ژاپن، روش تاتارا کاربرد زیادی نداشت. به هر حال، با فعالیت‌های ژاپن در چین و نزدیک شدن جنگ جهانی دوم، تقاضا از سوی ارتش برای شمشیرهای سنتی ژاپنی، باعث ایجاد تشکیلاتی برای احیای روش تاتارا شد. سال ۱۹۳۳ در یوکوتاـ چو، دوره ریاست شیمانه، یاسوکونی، تاتارایی به منظور تأمین تاماهاگانه مورد نیاز نیهون تو تانرِن کای در معبد یاساکونی واقع در توکیو ایجاد کرد. تاتارا یک بار دیگر در پی شکست ژاپن در اواخر جنگ، سال ۱۹۴۵ تعطیل شد.
پس از مصادره و تقریباً تخریب شمشیرهای ژاپنی بدست نیروهای متفقین اشغالگر، نیهون بیجوتسو توکِن هوزون کیوکای تشکیل شد (NBTHK، انجمن حراست از شمشیرهای ژاپنی). یکی از اهداف NBTHK حراست از شمشیرهای ژاپنی و همچنین تولید آن به عنوان یک فرهنگ سنتی بود. در سال ۱۹۷۷ با موافقت اداره محیط زیست دولت ژاپن، یک کوره تاتارا را برای ساخت شمشیزهای ژاپنی تأسیس کرد.
در سال ۱۹۷۷، انجمن حفظ شمشیرهای هنری ژاپنی و سلاح‌های گرم تاریخی (Nihon Bijutsu Token Hozon Kyokai) با موافقت اداره محیط زیست دولت ژاپن، یک کوره تاتارا را برای ساخت شمشیرهای ژاپنی تأسیس کرد.

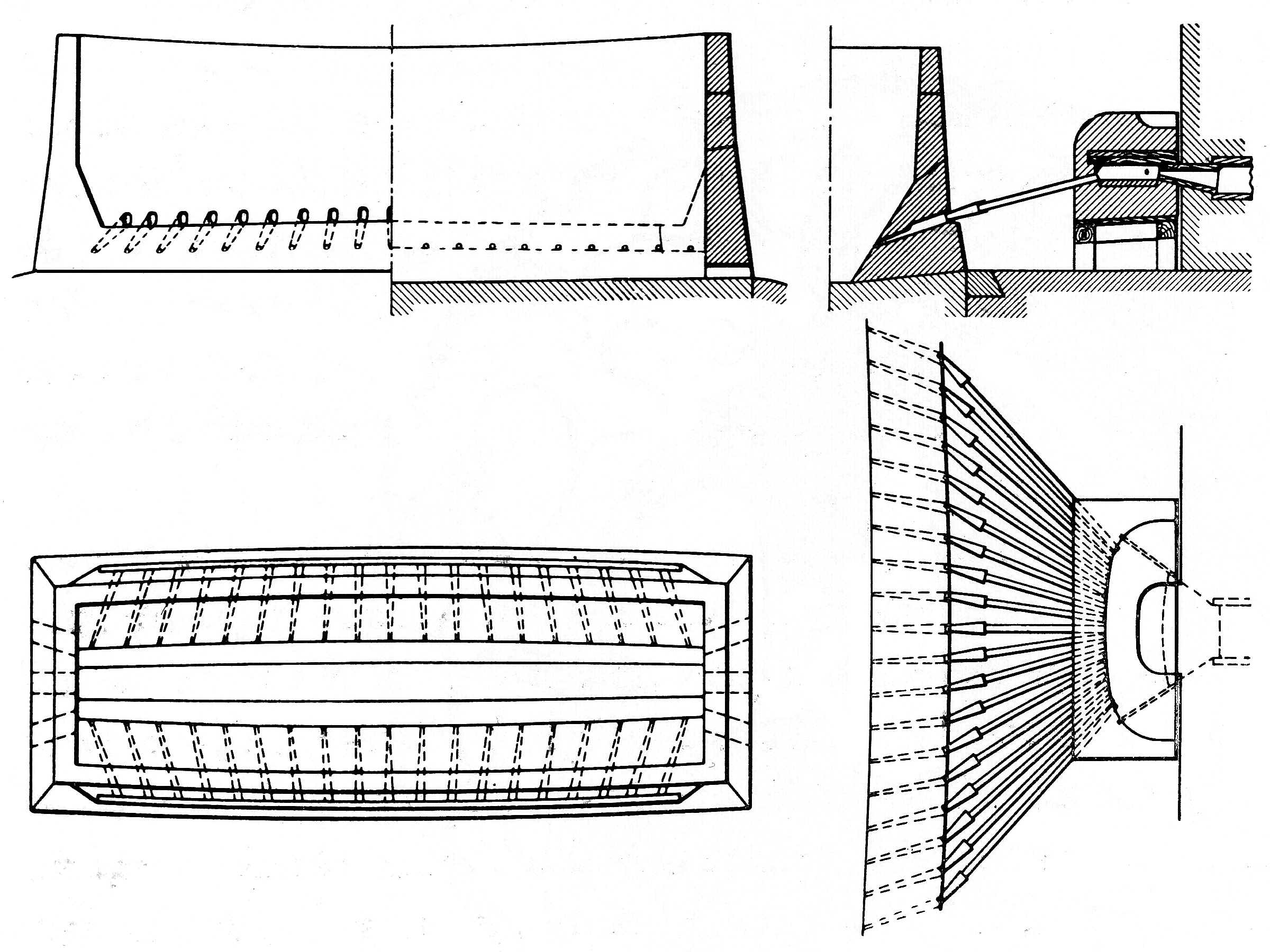
نقشه مهندسی کوره تاتارا ژاپنی

شمشیرهای سنتی ژاپنی از ماده ای به نام تاماهاگانه ساخته می‌شوند. ماده پایه ای که تاماهاگانه از آن تولید می‌شود، ساتِتسو ـ شن و ماسهٔ آهن‌دار ـ نام دارد. فرایند تولید تاماهاگانه، بیش از هزار سال قدمت دارد. تکنولوژی تولید تاماهاگانه از طریق چین و کره به ژاپن آمده‌است. چون در زمان‌های گذشته، اوکو-ایزومو در ناحیه سان این مرکز ساخت تاماهاگانه در ژاپن بوده‌است. فولاد، یا tamahagane (玉鋼)، در تأسیسات شیمان برای شمشیرهای ژاپنی (nihontō (日本刀)، که معمولاً با نام katana (刀) شناخته می‌شوند) ذوب می‌شود یکی از معدود کوره‌های تاتارای باقی مانده، کوره تاتارا Nittoho در استان شیمانه، ژاپن است.

## ریشه‌شناسی واژگان

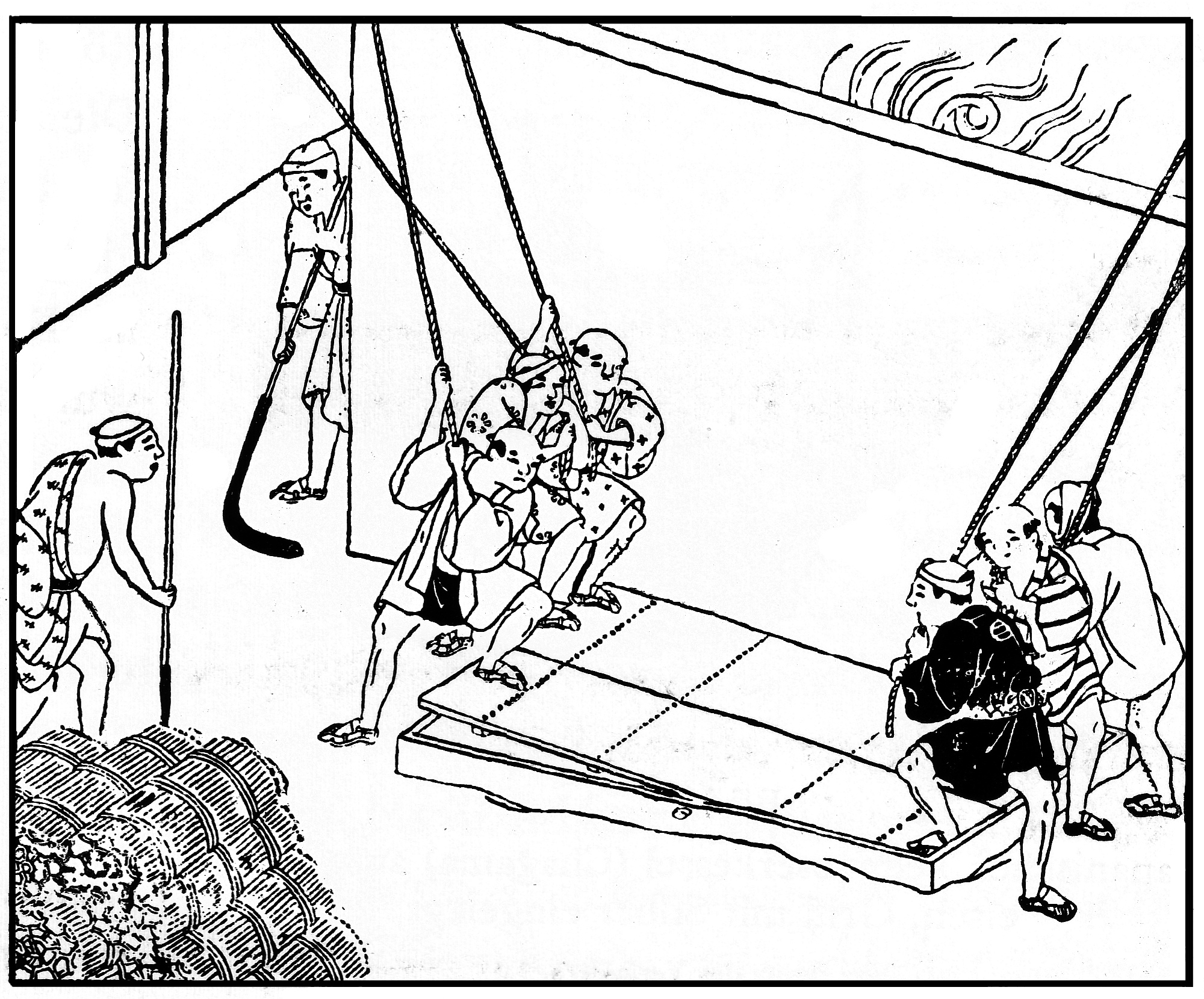
کارکرد یک دمنده کوره تارتارا

اصطلاح «تاتارا» اولین بار در کوجیکی (در سال ۷۱۲) و در Nihonşoki (در سال ۷۲۰) گردآوری شد. از لحاظ تاریخی، چندین کاراکتر کانجی برای بیان اصطلاح «تاتارا» استفاده می‌شده‌است. امروزه اصطلاح «تاتارا» برای فناوری فولادسازی با استفاده از شن و ماسه آهن‌دار به کار می‌رود که از دوران باستان تا دوره ادو شکوفا شده‌است.

## فرایند تولید

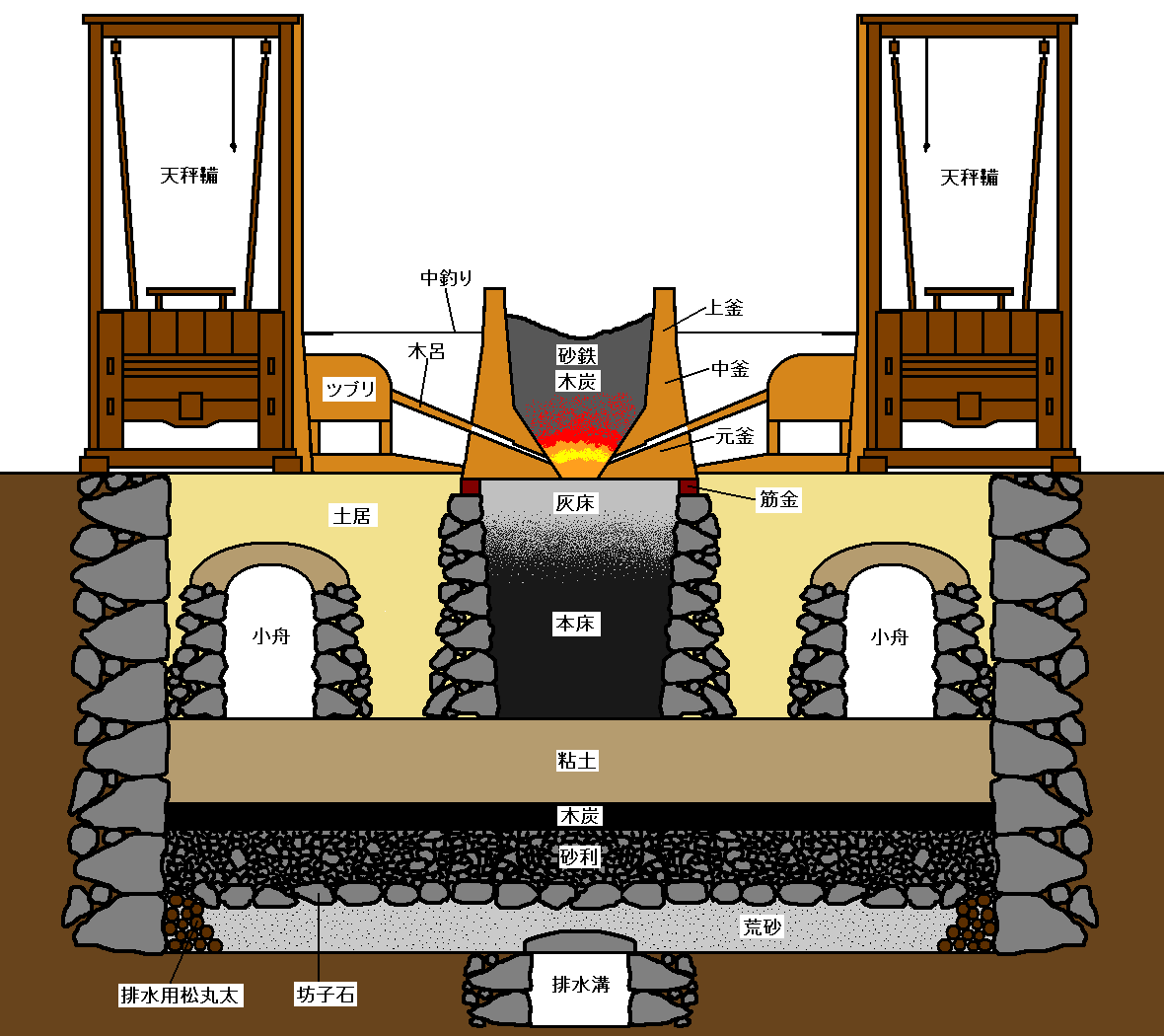
ساختار یک تاتارا. در دو طرف کوره دو دمنده قابل مشاهده اند. این سازه در دهه ۱۶۰۰ در دوره ادو تکمیل شد.

فرایند ذوب مورد استفاده در این روش با فرایند ذوب مورد استفاده در روش تولید انبوه فولاد مدرن متفاوت است. یک ظرف سفالی به ارتفاع حدود ۱٫۱ متر، به طول ۳ متر و با عرض ۱٫۱ متر ساخته می‌شود. نام این ظرف، تاتارا است. پس از خشک شدن تاتارا، آن را می‌پزند تا تمام رطوبت آن تبخیر شود. آتش زغال، از زغال چوب کاج نرم شروع می‌شود. سپس، فلزکار منتظر می‌ماند تا آتش به دمای مناسبی برسد. در این مرحله، فلزکار اضافه کردن شن و ماسه آهن‌دار (معروف به ساتتسو) را هدایت می‌کند. تا ۷۲ ساعت بعد، این لایه با زغال سنگ و شن و ماسه آهن‌دار بیشتری پوشانده می‌شود. چهار یا پنج نفر باید دائماً روی این فرایند کار کنند.

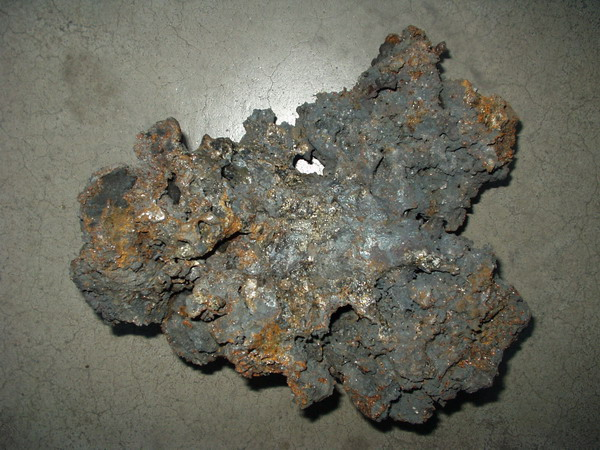
Tamahagane، که برای آهنگری تیغه‌های سنتی ژاپنی نیهونتو استفاده می‌شود.

ساخت تاتارا حدود یک هفته زمان می‌برد. هنگامی که فرایند انجام شد، وان سفالی شکسته می‌شود و شکوفه‌های فولادی که به عنوان کرا شناخته می‌شود، حذف می‌شوند. در پایان این فرایند، تاتارا حدود ۱۰ تن ساتتسو و ۱۲ تن زغال چوب مصرف کرده و حدود ۲٫۵ تن تاماهاگانه باقی خواهد ماند.

## نیتوهو تاتارا
در سال ۱۹۷۷، انجمن حفاظت از شمشیرهای هنری ژاپنی (Nittoho) به همراه آژانس امور فرهنگی دولت ژاپن و Hitachi Works Yasugi Special Steel، شرکت Nittoho Tatara را در استان شیمانه ساختند تا فولاد لازم برای تولید شمشیرهای ژاپنی و سلاح گرم تاریخی را فراهم کند. Nittoho Tatara توسط Yasugi Works مدیریت می‌شود و فقط در ماه‌های زمستان قابل بهره‌برداری است.